# Nowa Mix-Tradycja
Nowa Mix-Tradycja – remix album grupy muzycznej Żywiołak, wydany 13 grudnia 2010 nakładem agencji wydawniczej Karrot Kommando.

## Lista utworów
1. Fascinatio (Dariusz "vanChesco" Wancerz remix)
2. Turek (Wieloryb remix)
3. Oko Dybuka (Dym remix)
4. Femina Astral Mix (Ephemeris remix)
5. Latawce remixed (Christopher Juul remix)
6. Petre (Paweł Rychert remix)
7. Ballada o głupim Wiesławie (Dym remix)
8. Świdryga (Wieloryb remix)
9. Psychoteka (Dubbist remix)
10. Żywiołak (Wieloryb remix)

Bonus:
1. Mój miły rolniku